# دانشگاه صنعتی امیرکبیر واحد بندرعباس
واحد بندرعباس دانشگاه صنعتی امیرکبیر نخست کار خود را تحت عنوان دانشکده کشتی‌سازی و صنایع دریایی آغاز کرد و اکنون نیز مجتمعی وابسته به دانشکدهٔ مهندسی دریا می‌باشد که با زیر بنایی حدود ۵۰۰۰ متر مربع در زمینی به مساحت ۸/۷ هکتار در مجاورت دریا ساخته شده است.